# Strimmig stjärnblomssäckmal
Strimmig stjärnblomssäckmal, Coleophora striatipennella är en fjärilsart som beskrevs av William Nylander 1848. 
Strimmig stjärnblomssäckmal ingår i släktet Coleophora, och familjen säckmalar, Coleophoridae. Arten är reproducerande i Sverige. Inga underarter finns listade i Catalogue of Life.

## Bildgalleri

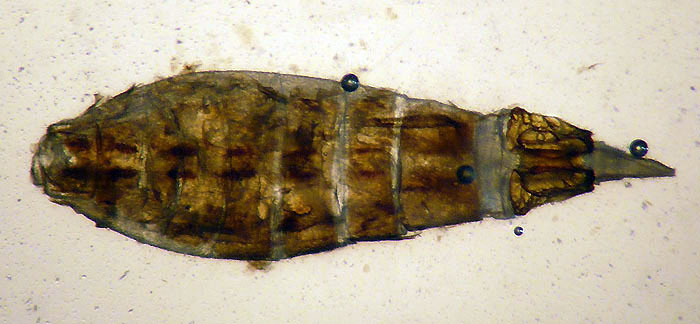
Genitalpreparat av Coleophora striatipennella